# وویسلاو کوشتونیتسا
وویسلاو کوشتونیتسا (سیریلیک صربی: Војислав Коштуница؛ زادهٔ ۲۴ مارس ۱۹۴۴) سیاست‌مدار اهل صربستان است که برای دو بار میان ۲۰۰۴ تا ۲۰۰۷ و از ۲۰۰۷ تا ۲۰۰۸ به عنوان نخست‌وزیر صربستان فعالیت داشت.